# Riad
Riad o Riyad (/riˈad/; in arabo الرياض‎?, al-Riyāḍ, "i Giardini", pronuncia standard /ar riˈjaːdˤ/, pronuncia locale [er rɪˈjɑːðˤ]) è la capitale dell'Arabia Saudita e la sua città più grande, nonché il capoluogo dell'omonima provincia. È situata nella regione storica della Yamāma sull'altopiano del Najd, al centro della penisola arabica. Conta 7 600 000 abitanti circa ed è il centro di una regione con una popolazione di circa dieci milioni di persone.
La città è divisa in quindici municipi, gestiti dal comune guidato dal sindaco Fayṣal bin ʿAbd al-ʿAzīz Āl Muqrin e dalle autorità per lo sviluppo di Riad, nonché presieduto dal governatore della provincia, il principe Fayṣal bin Bandar. Riad ha la più grande università femminile del mondo, la "Princess Nora bint Abdulrahman University" (in arabo جامعة الأميرة نورة بنت عبد الرحمن‎?, Jāmiʿat al-Amīra Nūra bint ʿAbd al-Raḥmān).

## Ortografia del nome
Nell'ambito italofono la corretta ortografia del nome della città non è stabilita univocamente. La traslitterazione scientifica del nome arabo è al-Riyāḍ. Il DOP mette a lemma ar-Riyāḍ (pronuncia ar rii̯àaḍ), ma accetta anche l'adattamento Riad (pronuncia ri-àd, con un iato e senza il dittongo ascendente che compare nella parola araba), mentre rifiuta Ryad. Il DiPI riporta solo Riad. La Treccani riporta Riyad, ma anche er-Riyāḍ ed er-Riyā'ḍ.

## Storia

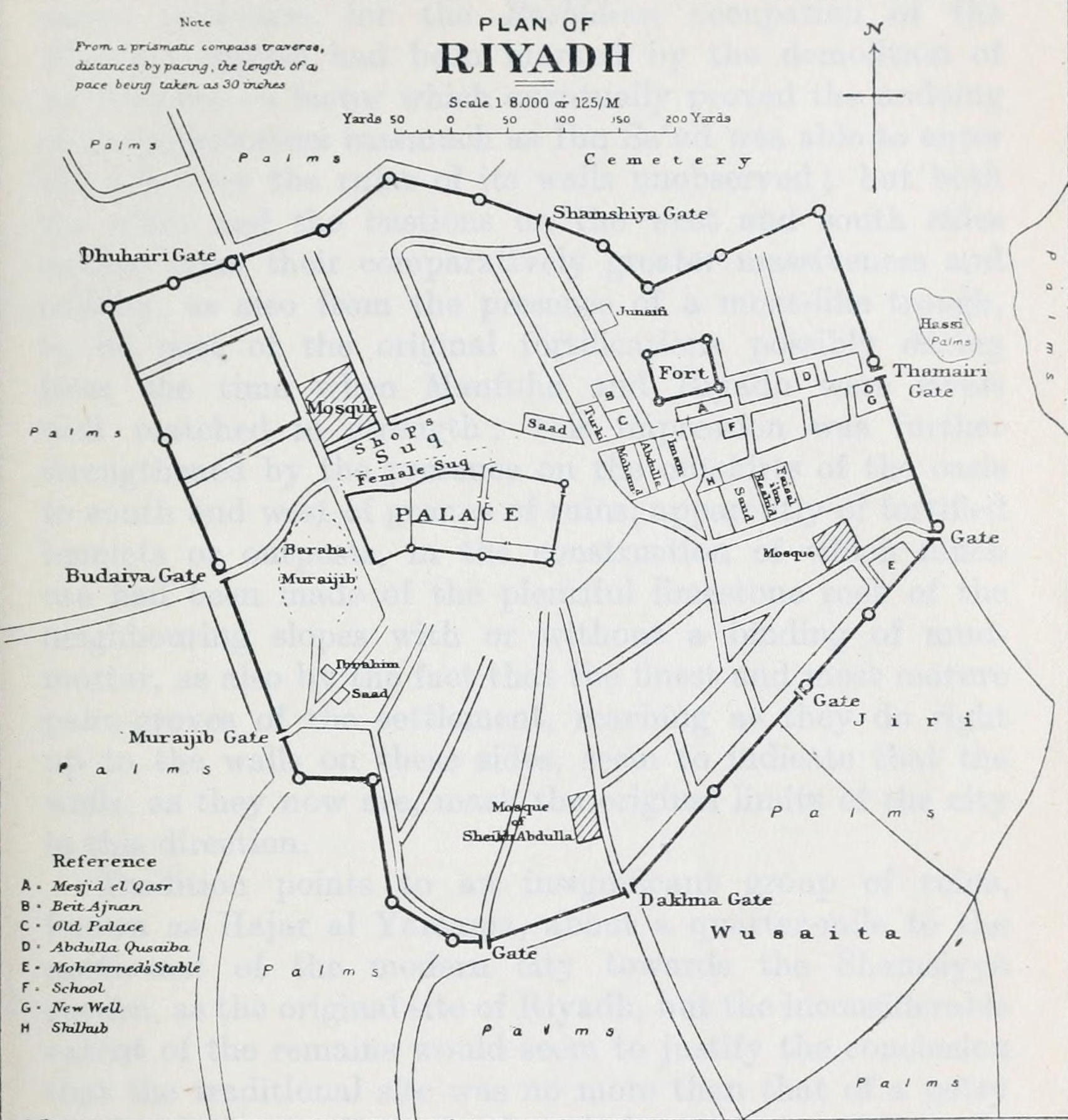
Mappa di Riyadh del 1922 (St John Philby)

Capitale del Najd, da cui proviene la famiglia degli Āl Saʿūd, Riad è una città moderna in cui risiedono le varie delegazioni diplomatiche accreditate con lo Stato saudita nonché le società commerciali con cui l'Arabia Saudita ha i suoi rapporti d'affari. La città contava, nella prima metà degli anni novanta, 1 500 000 abitanti circa.
Fu conquistata dall'Āl ("casato") Saʿūd di al-Dirʿiyya nel 1773 e divenne la città di riferimento della stessa dinastia con Turkī b. ʿAbd Allāh Āl Saʿūd nel 1823. Nel 1865 Riad fu conquistata dalla rivale famiglia dell'Āl Rashīd di Ha'il, ma di nuovo fu ripresa nel 1902 da ʿAbd al-ʿAzīz b. Saʿūd b. Fayṣal.
Con l'ingresso a La Mecca dei sauditi il 13 dicembre 1924 e la loro presa di potere a danno della famiglia dello Sharīf di La Mecca al-Ḥusayn ibn ʿAlī, che aveva proclamato la rivolta araba nel corso della prima guerra mondiale a fianco degli Alleati, il regno del Hegiaz si trasformò, con i possedimenti già acquisiti dai sauditi (tra cui al-Hasa), nel regno dell'Arabia Saudita.

## Geografia fisica
La città è situata sul vasto altopiano del Najd, al centro della penisola arabica. Ha una superficie di 1554 km², l'altezza media del territorio cittadino è di 612 m s.l.m. ed è circondata dal deserto. In città risiede circa il 18% della popolazione complessiva dello Stato.

### Popolazione
La città ha registrato tassi molto elevati di crescita della popolazione: da 150 000 abitanti nel 1960 a oltre sette milioni, secondo le fonti più recenti. Qui sotto viene fornita una tabella della crescita demografica di Riad.
- 1918 18 000
- 1924 30 000
- 1944 50 000
- 1952 80 000
- 1960 150 000
- 1972 500 000
- 1974 650 000
- 1978 760 000
- 1987 1 389 000
- 1990 2 110 000
- 1992 2 776 000
- 1997 3 100 000
- 2001 4 137 000
- 2008 6 590 000
- 2010 6 800 000
- 2023 7 682 430

### Suddivisione amministrativa

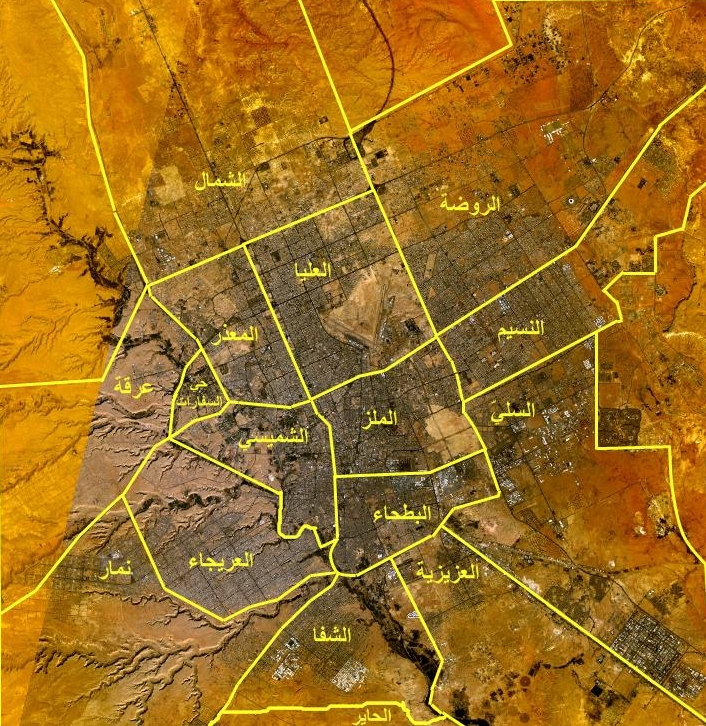
Pianta di Riad con i suoi municipi.

Riad è divisa in quindici municipi, oltre al quartiere diplomatico. Ogni municipio, a sua volta, è diviso in diversi distretti, 130 in totale, anche se alcuni distretti sono condivisi tra più di un municipio.
I municipi di Riad sono al-Shumaysī, ʿIrqa, al-Maʿḍar, al-ʿUliya, al-ʿAzīziyya, al-Malaz, al-Saliya, Nemar, al-Nasīm, al-Shifā, al-ʿUrayjāʾ, al-Baṭḥāʾ, al-Ḥāʾir, al-Rawḍa, e al-Shimāl. I principali distretti sono:
- Al-Bat'ha[7]
  - Al-Dir'iyyah (Vecchia Riyad)
  - Mi'kal
  - Manfūḥa
  - Manfūḥa al-Jadīda (منفوحة الجديدة – "Nuova Manfūḥa")
  - Al-ʿŪd
  - Al-Manṣūra
  - Al-Margab
  - Salam
  - Jabra
  - Al-Yamama
  - 'Otayyiga
- Al-ʿUliya & Sulaymāniyya[8]
  - Al-ʿUliya
  - Al-Sulaymāniyya
  - Al-Izdihar
  - King Fahd District
  - Al-Masif
  - Al-Murūj
  - Al-Mugharrazat
  - Al-Wurūd
- Nemar[7]
  - Nemar
  - Dharat Nemar
  - Tuwayq
  - Hazm
  - Dīrab
- Irqa[6]
  - Irqa
  - Al-Khozama
- Quartiere Diplomatico

- Al-Shemaysi[9]
  - Al-Shemaysi
  - Eleyshah
  - Al-Badi'a
  - Syah
  - Al-Nasriyya
  - Umm Sleym
  - Al-Maʿāthar
  - Umm al-Hamam (Est)
- Al-Maʿāthar[10]
  - Al-Olayya
  - Al-Nakhīl
  - King Saud University campus principale
  - Umm al-Hamam (Est)
  - Umm al-Hamam (Ovest)
  - Al-Maʿāthar al-Shimālī ("Maʿāthar settentrionale")
  - Al-Rahmaniyya
  - Al-Muhammadiyya
  - Al-Ra'id
- Al-Ha'ir[6]
  - Al-Ha'ir
  - Al-Ghannamiyya
  - Urayḍ
- Al-ʿAzīziyya[11]
  - Al-Dār al-Bayḍāʾ
  - Tayba
  - Al-Manṣūriyya

- Al-Malaz[12]
  - Al-Malaz
  - Al-Rabwa
  - Al-Rayyan
  - Jarir
  - Al-Murabbaʿ
- Al-Shifāʾ[13]
  - Al-Masani'
  - Al-Shifa
  - Al-Manṣūriyya
  - Al-Marwa
- Al-ʿUrayjāʾ[14]
  - Al-ʿUrayjāʾ
  - Al-ʿUrayjāʾ al-Wusṭā ("ʿUrayjāʾ Centrale")
  - Al-ʿUrayjāʾ (ovest)
  - Shubra
  - Dharat Laban
  - Hijrat Laban
  - Al-Suwaydī
  - Al-Suwaydī (ovest)
  - Sulṭāna
- Al-Shimāl[15]
  - Al-Malga
  - Al-Ṣaḥāfa
  - Hiṭṭīn
  - Al-Wadi
  - Al-Ghādir
  - Al-Nafil
  - Imam Muhammad ibn Saud University campus universitario principale
- Al-Qayrawan
  - Al-Aqiq

- Al-Nasīm[16]
  - Al-Nasīm (est)
  - Al-Nasīm (ovest)
  - As-Salam
  - Al-Manar
  - Al-Rimaya
  - Al-Naḍīm
- Al-Rawḍa[6]
  - Al-Rawḍa
  - Al-Qādisiyya
  - Al-Maizliyya
  - Al-Nahḍa
  - Gharnata (Granada)
  - Qurṭuba (Cordova)
  - Al-Hamrāʾ
  - Al-Quds
- Al-Selayy[17]
  - Al-Selayy
  - Al-Difāʿ
  - Al-Iskan
  - Khashm al-ʿĀn
  - Al-Saʿāda
  - Al-Fayha
  - Al-Manakh
- King Abdullah Financial District

### Clima
Secondo la classificazione climatica di Köppen, il clima di Riad è di tipo desertico caldo, caratterizzato da estati lunghe ed estremamente calde e inverni brevi e molto miti. A luglio, la temperatura massima media raggiunge i 43,9 °C. Senza la sua altitudine, il clima sarebbe ancora più torrido.
Le precipitazioni sono scarse, specialmente in estate, ma nei mesi di marzo e aprile si registra una quantità discreta di pioggia. La città è anche soggetta a tempeste di sabbia, che possono ridurre la visibilità a meno di 10 metri. Un evento significativo si è verificato tra il 1° e il 2 aprile 2015, quando una violenta tempesta di sabbia ha colpito Riad, portando alla sospensione delle lezioni in molte scuole e alla cancellazione di centinaia di voli, sia nazionali che internazionali.
Le occasionali precipitazioni vengono captate grazie a bacini d'invaso regolati da cinque dighe. Al fabbisogno idrico provvedono inoltre novantasei sorgenti e circa 467 km di tubi che portano enormi quantitativi d'acqua dagli impianti di desalinizzazione situati sulle rive del Golfo Persico. Le acque sono riciclate per l'irrigazione del verde pubblico con cui si tenta di arrestare la progressione del circostante deserto.
| Riad (1991-2020)             | Mesi  | Mesi  | Mesi  | Mesi  | Mesi  | Mesi  | Mesi  | Mesi  | Mesi  | Mesi  | Mesi  | Mesi  | Stagioni | Stagioni | Stagioni | Stagioni | Anno    |
| Riad (1991-2020)             | Gen   | Feb   | Mar   | Apr   | Mag   | Giu   | Lug   | Ago   | Set   | Ott   | Nov   | Dic   | Inv      | Pri      | Est      | Aut      | Anno    |
| ---------------------------- | ----- | ----- | ----- | ----- | ----- | ----- | ----- | ----- | ----- | ----- | ----- | ----- | -------- | -------- | -------- | -------- | ------- |
| T. max. media (°C)           | 20,1  | 23,6  | 27,8  | 33,6  | 39,4  | 42,7  | 43,4  | 43,6  | 40,4  | 35,2  | 27,5  | 22,2  | 22,0     | 33,6     | 43,2     | 34,4     | 33,3    |
| T. min. media (°C)           | 9,2   | 11,5  | 15,2  | 20,7  | 26,1  | 28,4  | 29,4  | 29,5  | 26,2  | 21,3  | 15,5  | 10,8  | 10,5     | 20,7     | 29,1     | 21,0     | 20,3    |
| T. max. assoluta (°C)        | 31,5  | 34,8  | 38,0  | 42,0  | 45,1  | 47,2  | 48,1  | 47,8  | 45,0  | 41,0  | 38,0  | 31,0  | 34,8     | 45,1     | 48,1     | 45,0     | 48,1    |
| T. min. assoluta (°C)        | −2,3  | −0,3  | 4,5   | 11,0  | 18,0  | 21,1  | 23,6  | 22,7  | 16,1  | 14,0  | 7,0   | 1,4   | −2,3     | 4,5      | 21,1     | 7,0      | −2,3    |
| Precipitazioni (mm)          | 15,4  | 6,1   | 21,1  | 24,3  | 5,4   | 0,0   | 0,0   | 0,5   | 0,0   | 1,0   | 11,4  | 14,7  | 36,2     | 50,8     | 0,5      | 12,4     | 99,9    |
| Giorni di pioggia            | 2,1   | 1,0   | 2,7   | 3,4   | 0,8   | 0,0   | 0,0   | 0,1   | 0,0   | 0,3   | 1,7   | 1,9   | 5,0      | 6,9      | 0,1      | 2,0      | 14,0    |
| Umidità relativa media (%)   | 47    | 36    | 32    | 28    | 17    | 11    | 10    | 12    | 14    | 20    | 36    | 45    | 42,7     | 25,7     | 11       | 23,3     | 25,7    |
| Ore di soleggiamento mensili | 212,4 | 226,6 | 219,8 | 242,3 | 287,7 | 328,2 | 332,1 | 309,2 | 271,6 | 311,4 | 269,2 | 214,3 | 653,3    | 749,8    | 969,5    | 852,2    | 3 224,8 |

## Società

### Lingue e dialetti
Nell'area della città di Riad si parla il dialetto najdiano. L'inglese è diffusamente parlato e capito da molti residenti.

## Economia
Una volta piccola città murata, oggi Riad si è trasformata in una metropoli dinamica. Insieme alle aree urbane di Dhahran, Dammam, Khobar e Gedda, Riad è diventata un punto focale per il commercio. Oltre a essere il centro del potere saudita la città è anche un centro commerciale. Numerose organizzazioni educative, finanziarie, agricole, culturali, tecniche e sociali hanno costituito la loro sede nella città. Fin dall'inizio della ricerca petrolifera il governo ha promosso la crescita nel settore privato da parte delle industrie impiegate nel settore dell'energia e delle telecomunicazioni. L'Arabia Saudita ha annunciato piani per la privatizzazione delle società elettriche. Molte sedi di banche si trovano in città. A causa di ciò Riad è considerata il centro finanziario e commerciale del Vicino Oriente. Il King Khalid International Airport ha un forte impatto sul movimento commerciale di Riad, fornendo il trasporto aereo per milioni di persone ogni anno e la spedizione delle merci in città da tutti i continenti.

### Viale re Fahad

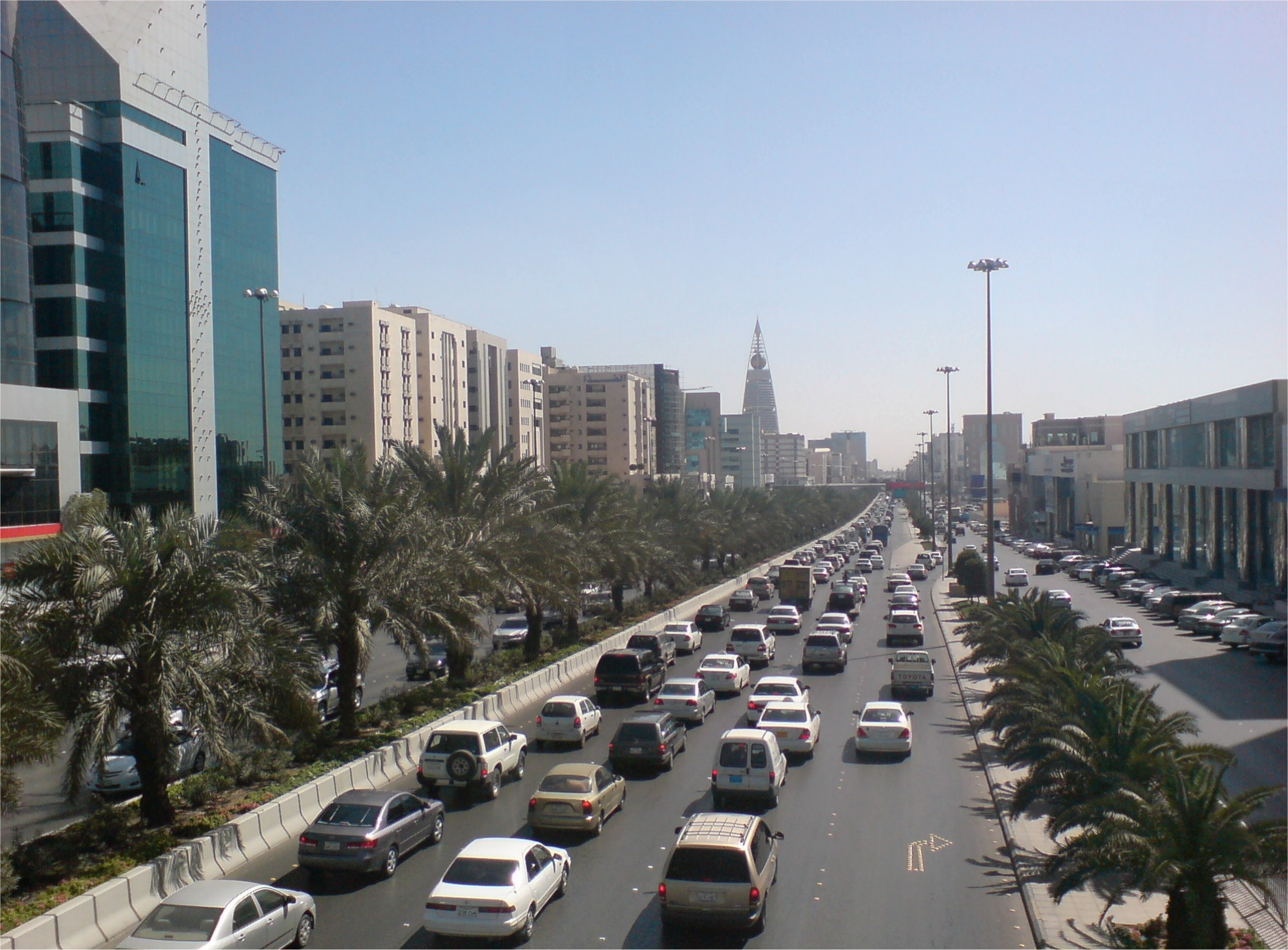
King Fahad Road

Viale re Fahd è la strada principale della città, sede di grandi imprese e organizzazioni, enormi centri commerciali e grattacieli. L'estremità settentrionale della strada raggiunge l'aeroporto. Secondo molti il viale re Fahd è una delle strade più belle dell'Arabia Saudita, rendendola una popolare attrazione turistica. Monumenti famosi come il Kingdom Centre, la Torre al-Anud e il Ministero degli Interni saudita si trovano su Viale re Fahd.

### La città industriale
Le zone industriali sono situate a oriente e a nordest della città, e comprendono grandi fabbriche petrolifere, dell'high-tech e alimentari. Aramco ha grandi raffinerie di petrolio, mentre centrali elettriche e impianti per il trattamento dell'acqua riforniscono Riad e le città vicine con energia e acqua.

## Cultura

### Architetture religiose
La città ha oltre 4 300 moschee. I non-musulmani non sono autorizzati a praticare la loro religione in pubblico, e quindi devono pregare privatamente nelle loro case o in ambienti chiusi al pubblico.

### Cucina
Come in altre città saudite il kabsa Nejdi è il piatto tipico di Riad. Il Mandi yemenita è un altro pasto molto popolare. Il fast food è diffuso anche a Riad. La carne suina è severamente proibita dalla legge, in base al disposto coranico.

### Palazzi, musei e monumenti
Nella periferia occidentale della città si trova il Palazzo al-Yamama, residenza ufficiale del sovrano e sede della corte reale, del consiglio dei ministri e dell'Assemblea consultiva.
Nel 1999 è stato costruito a Riad un nuovo Museo centrale, situato a ovest di al-Bat'āh. Questo museo, il Museo Nazionale dell'Arabia Saudita, possiede diverse collezioni e pezzi che fino ad allora erano dislocati in diversi musei e collezioni di Riad e del Regno, con una ricca collezione di manufatti e reperti archeologici che vanno dall'età della pietra fino alla nascita dell'Islam.
Il Royal Saudi Air Force Museum (o Saqr al-Jazīra) contiene una collezione di aeromobili e di prodotti relativi alla navigazione aerea utilizzati dall'Aeronautica militare saudita (Al-Quwwat al-Jawwiyya al-Sa'udiyya, all'inglese Saudi Royal Air Force).
Altri luoghi interessanti sono la Fortezza Masmak, una cittadella al centro di al-Baṭḥā, costruita intorno al 1865 e restaurata negli anni ottanta del XX secolo. Ospita il museo dedicato ad ʿAbd al-ʿAzīz b. Saʿūd e all'unificazione del regno dell'Arabia Saudita, e la Porta di al-Thumayrī, nel centro della città, una delle porte ricostruite (delle originarie nove) delle mura di cinta (abbattute nel 1950) che circondavano la città.
La Torre della TV di Riyad è alta 170 metri e ha una piattaforma di osservazione. La torre, iniziata nel 1978 e terminata nel 1981, è di proprietà del Ministero dell'Informazione.
La cittadella della Princess Nora University, la più grande università femminile al mondo, consta di una lampada a catodo freddo (neon) da 80 chilometri, il progetto di illuminazione più grande al mondo nel suo genere.

#### Kingdom Tower
Il Kingdom Centre è il grattacielo più alto della città con i suoi 302 metri di altezza e il secondo più alto dell'Arabia Saudita.

### Sport
Il calcio è lo sport più popolare a Riad. La città ospita quattro importanti squadre di calcio: Al Shabab, fondata nel 1947; Al-Nassr Football Club, sei volte campione della Lega saudita e fondata nel 1955; Al-Hilal Club, fondato nel 1957; e Al-Riyadh, fondato nel 1953. La città ospita diversi stadi, come il Qiddiya Stadium ed il King Fahd International Stadium con una capienza di 70.000 posti. Lo stadio ha ospitato la FIFA Confederations Cup per tre volte (nel 1992, 1995 e 1997) e anche il Campionato mondiale di calcio Under-20 1989. Il cricket è il secondo sport più popolare a Riaḍ, in gran parte giocato dagli immigrati del subcontinente indiano.

### Università
Nella città hanno sede diversi atenei, il più antico e importante è l'Università Re Sa'ud.

## Infrastrutture e trasporti

### Aeroporti

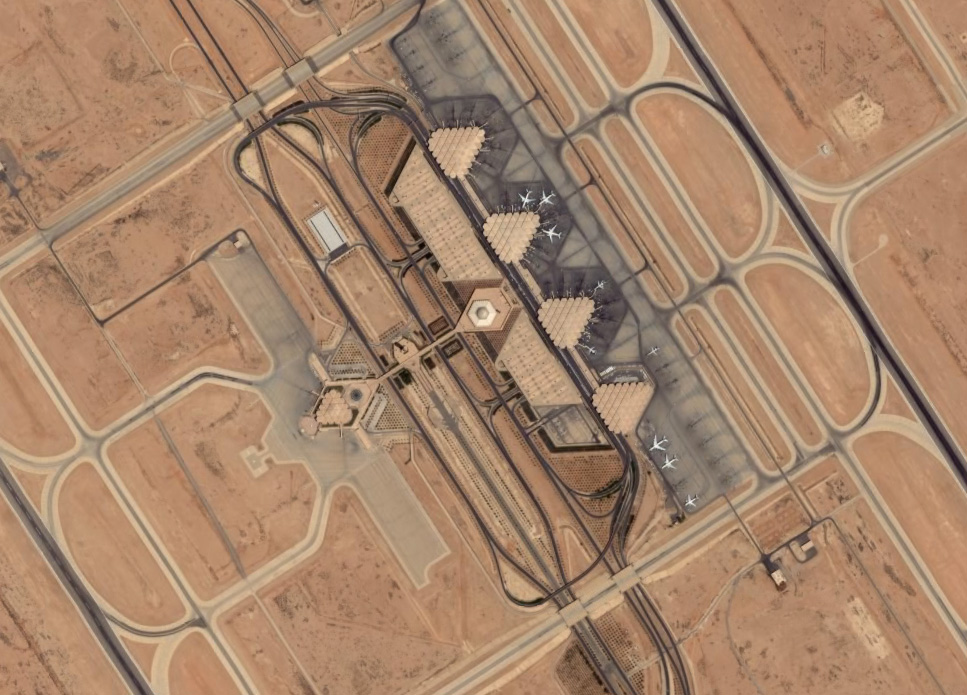
L'Aeroporto Internazionale di Riad-Re Khalid (Maṭār al-malik Khālid al-Duwalī) visto dal satellite.

L'aeroporto internazionale re Khālid, situato a 36 chilometri a nord, è l'aeroporto principale della città. È uno dei quattro aeroporti internazionali del paese che servono oltre venti milioni di passeggeri all'anno.

### Strade
La città è servita da un moderno sistema di autostrade. La principale arteria stradale è la Circonvallazione orientale, che collega il sud e il nord della città, mentre la Circonvallazione settentrionale collega l'est e l'ovest di Riad. La via principale, il viale re Fahd, corre attraverso il centro della città da nord a sud. La strada di Mecca (Mecca Road), che corre da est a ovest attraverso il centro della città, collega i quartieri orientali con il principale quartiere degli affari della città e con il quartiere diplomatico.

### Ferrovie
La Saudi Railway Authority gestisce le linee di trasporto delle merci tra Riad e Dammam passando attraverso Hofuf e Haradh. La Saudi Public Transport Co. (SAPTCO) gestisce gli autobus che forniscono il trasporto all'interno della città.

### Metropolitana
È attualmente in costruzione una rete di metropolitana, lunga 176 km, articolata in sei linee e di 84 stazioni, la cui inaugurazione era prevista per il 2019.
A servizio del nuovo campus dell'Università Principessa Noura, è presente un sistema di metropolitana leggera realizzata da AnsaldoBreda lunga 10 km che conta quattordici stazioni e ventidue treni automatici.

## Galleria d'immagini

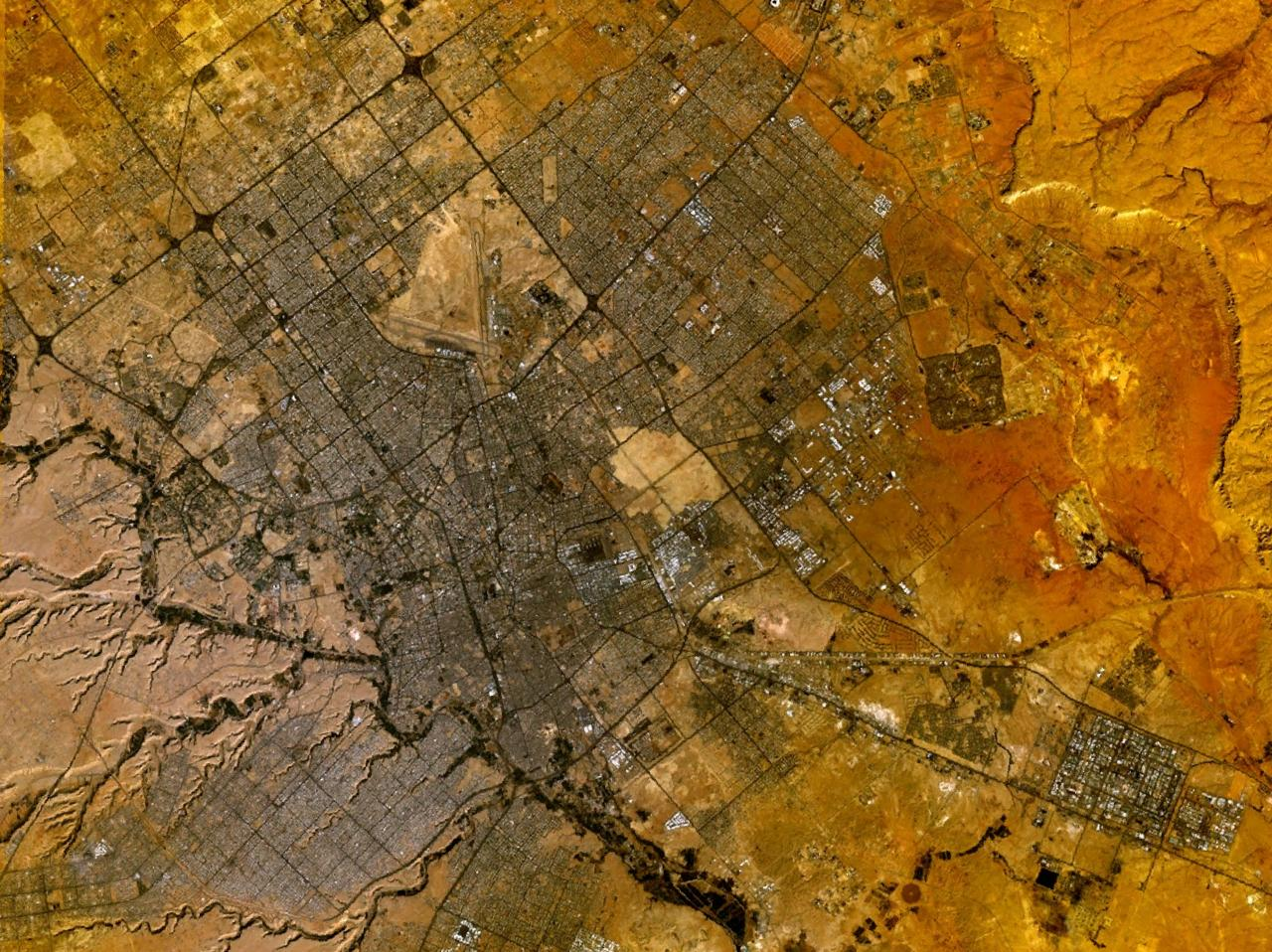
Riad dallo spazio.
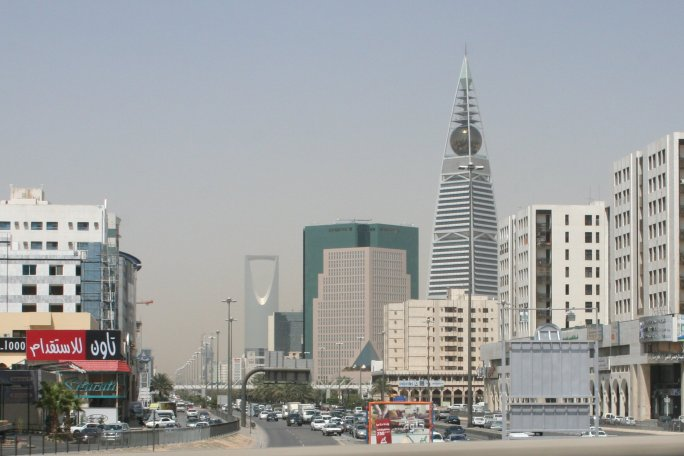
Vista di Viale re Fahd.
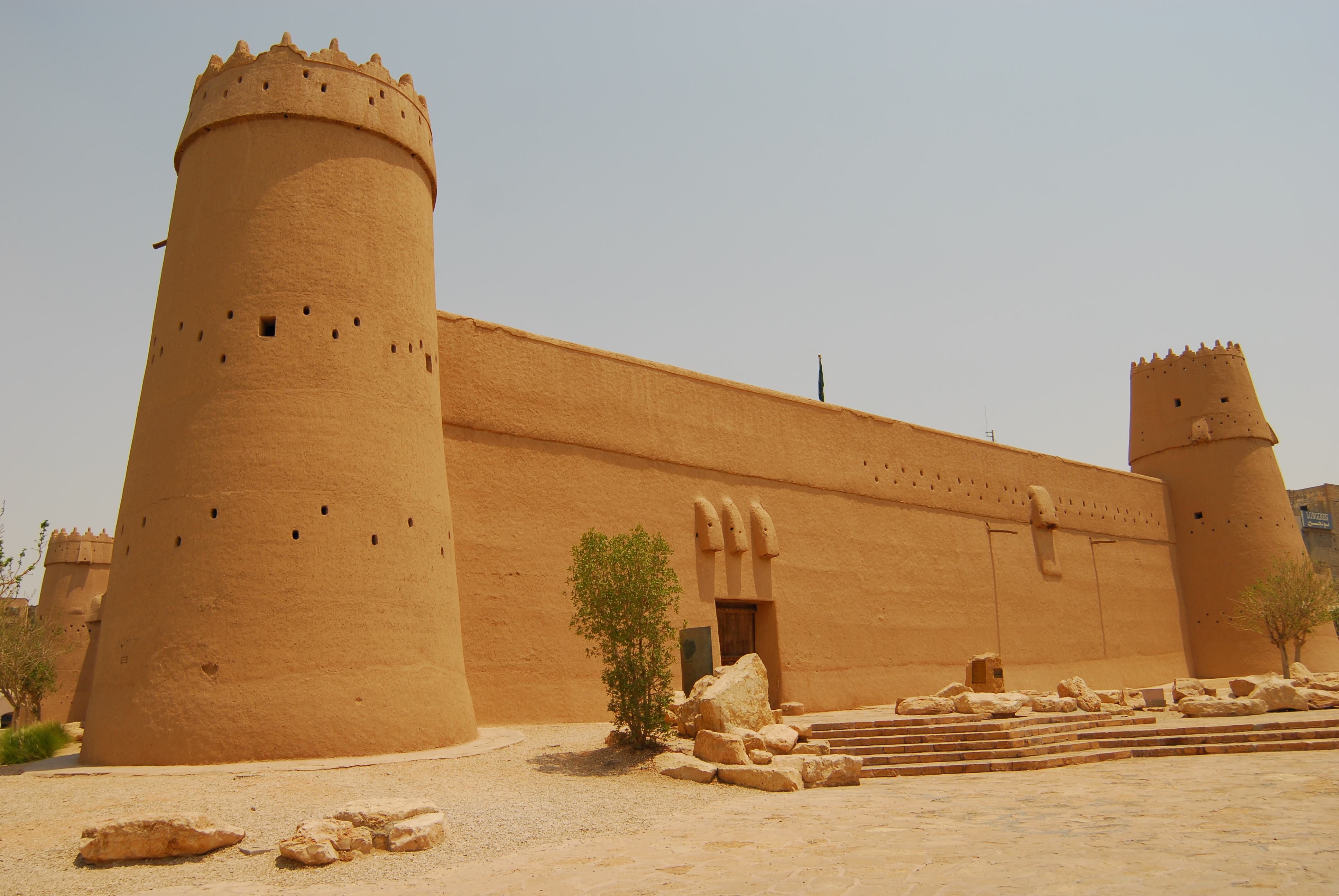
La Fortezza Masmak di giorno.
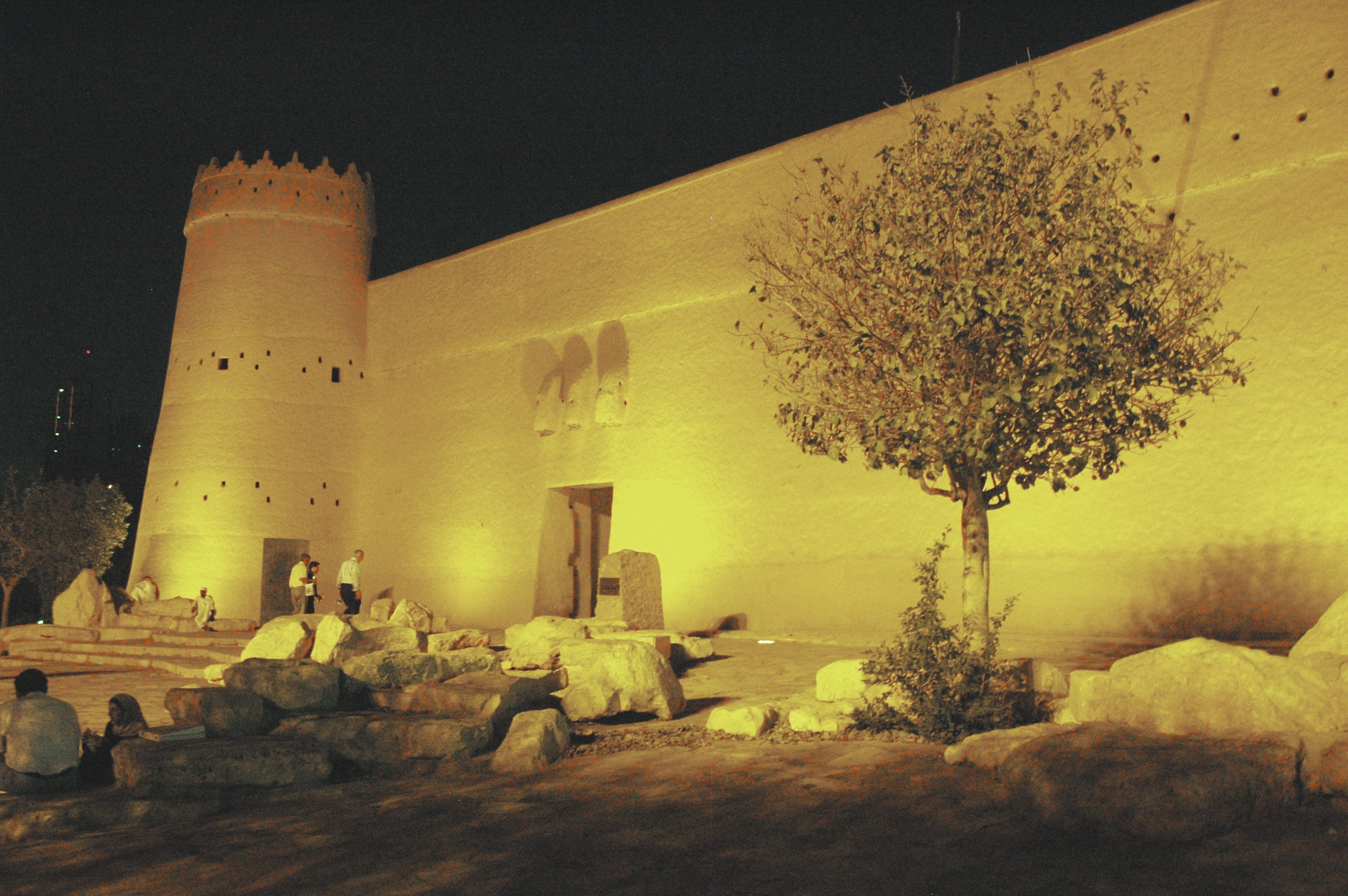
La Fortezza Masmak di notte.
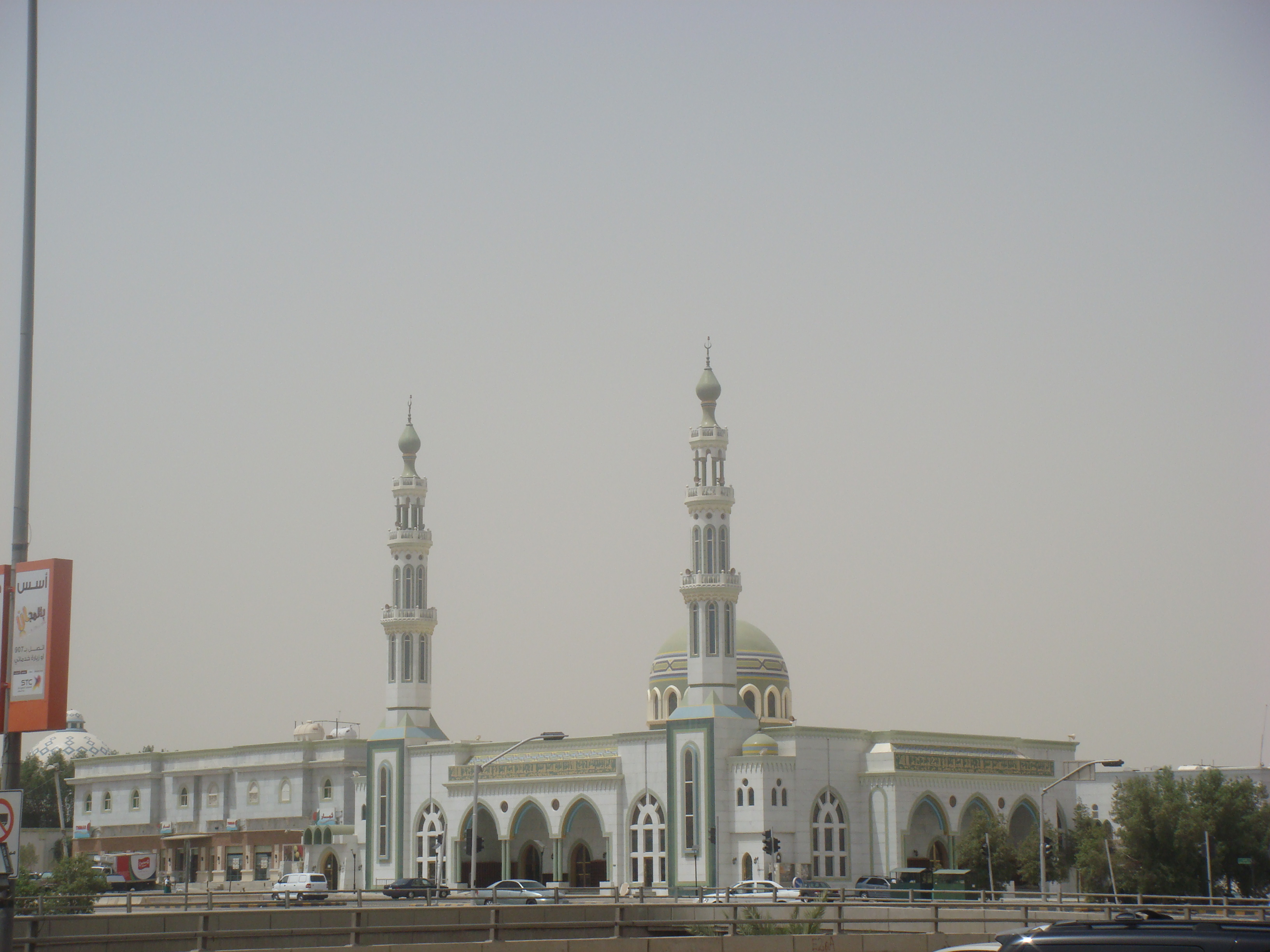
Una moschea di Riad.
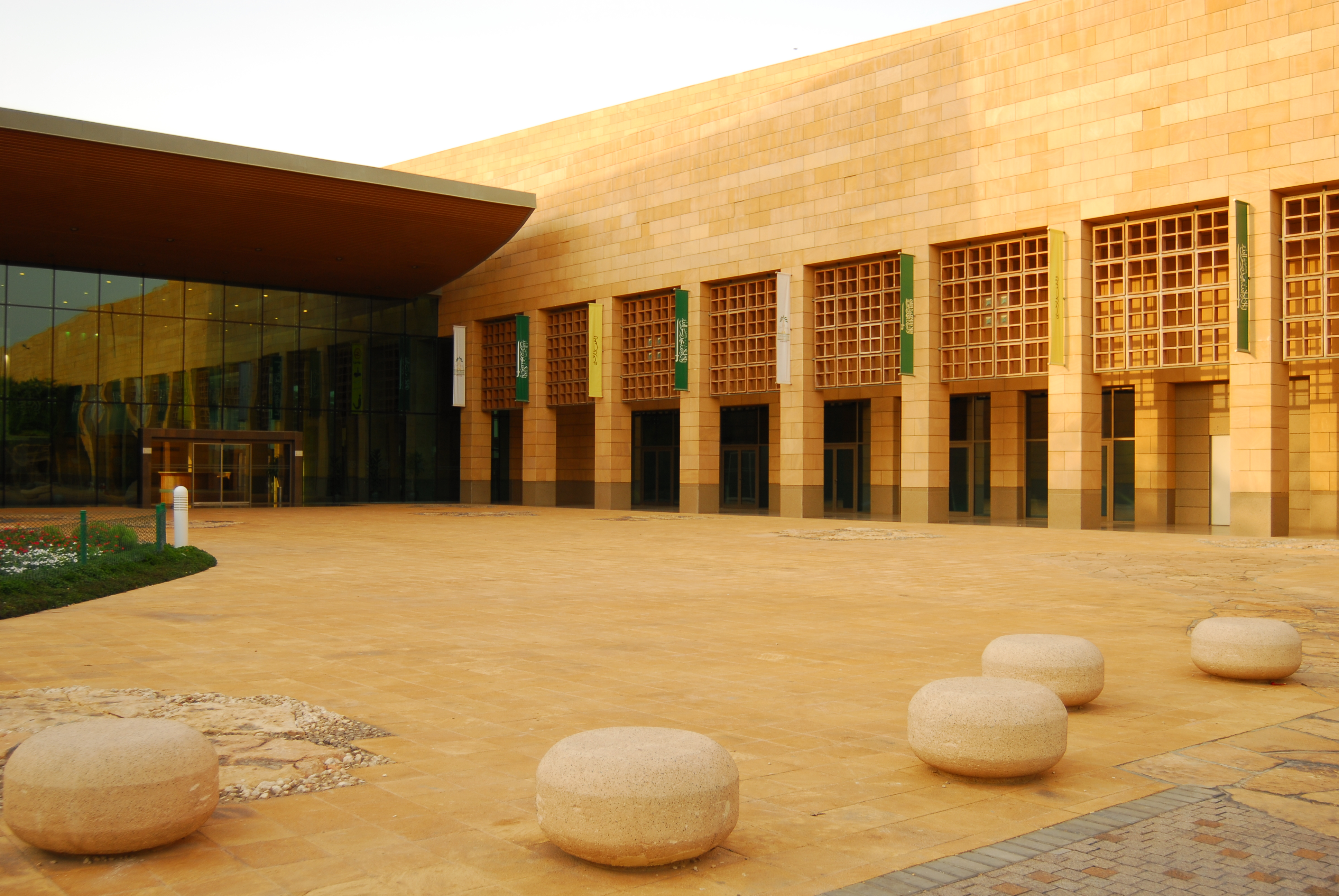
L'ingresso del Museo Nazionale dell'Arabia Saudita
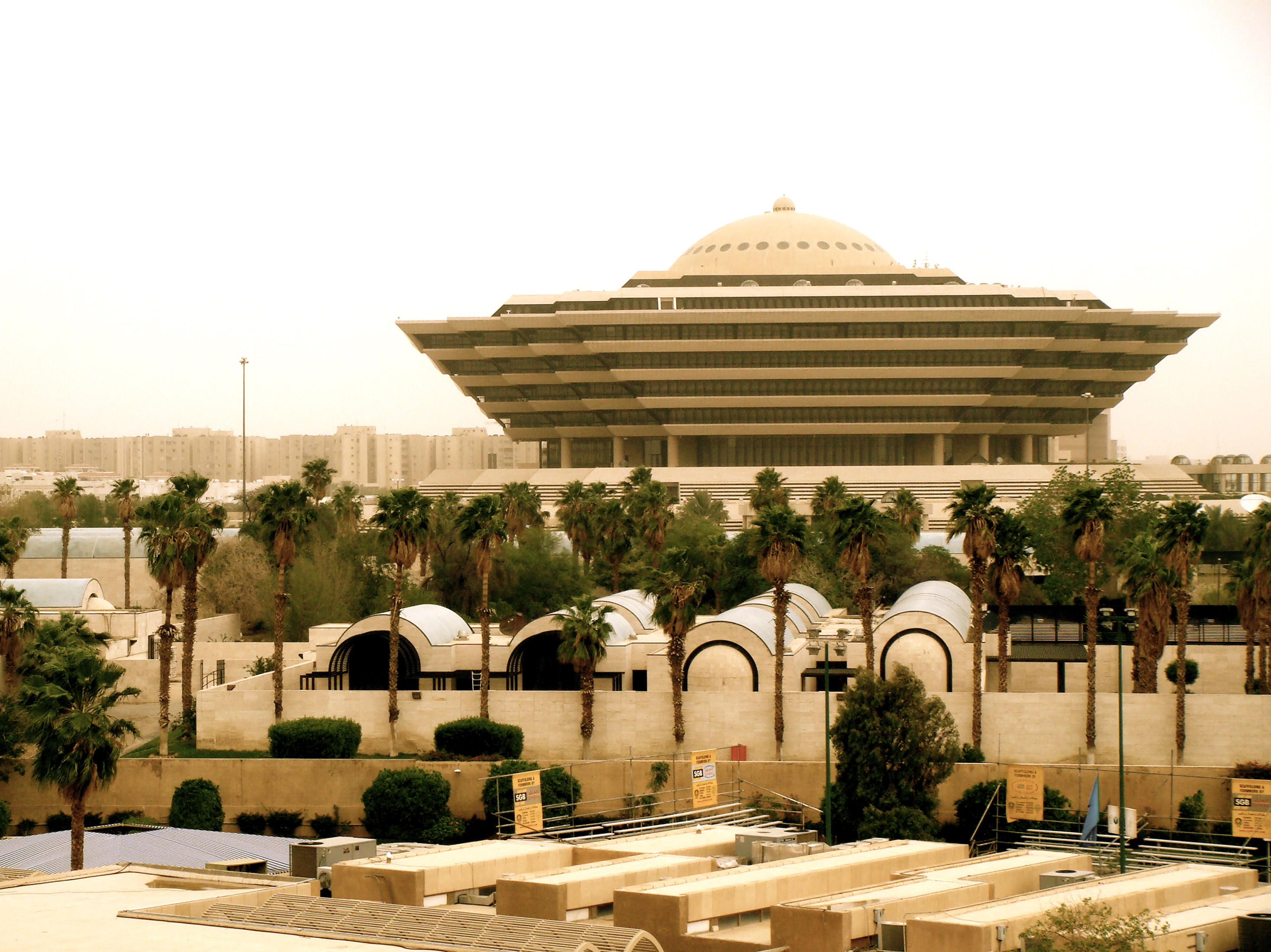
La sede del Ministero dell'Interno
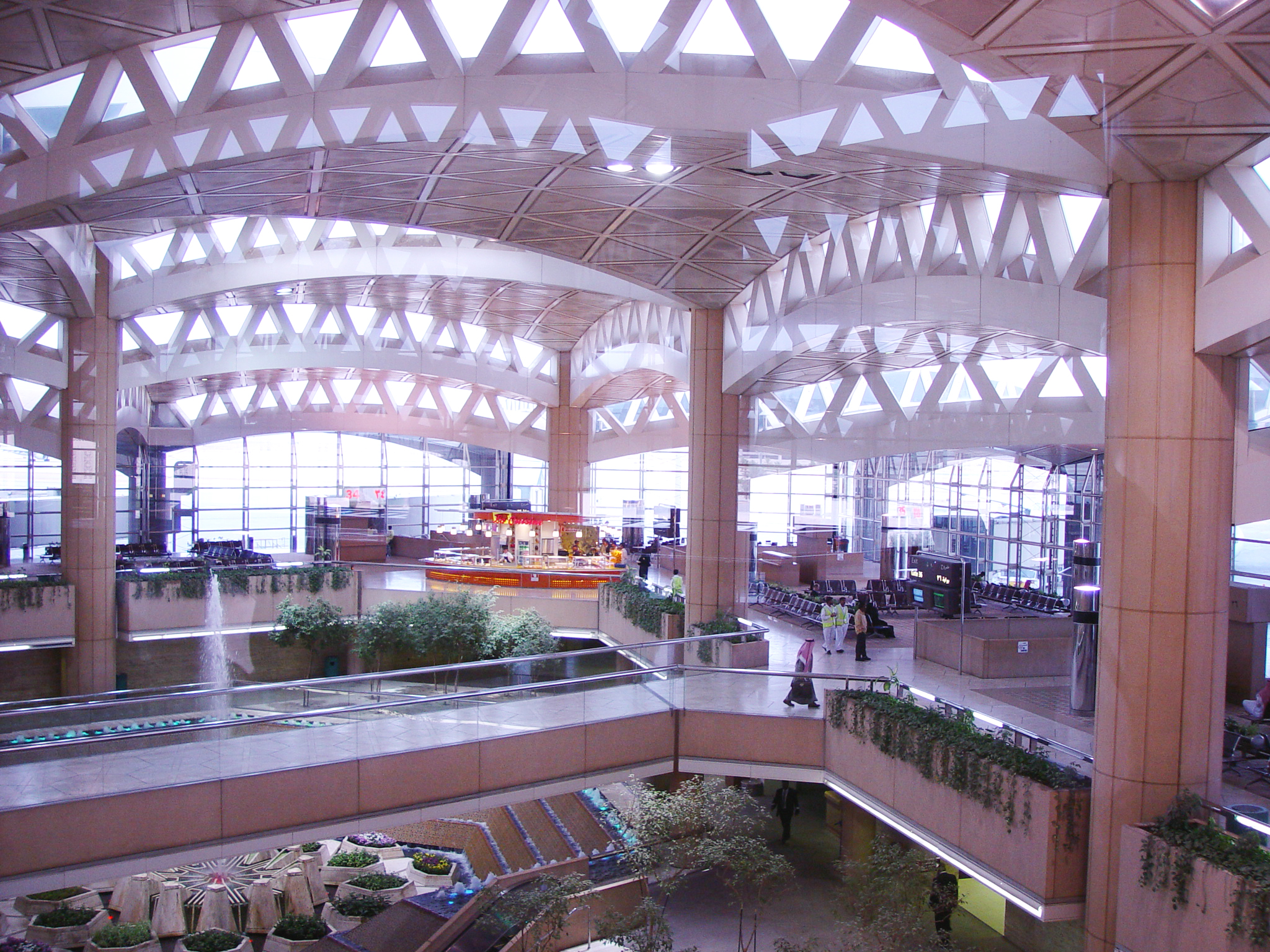
Veduta interna di uno dei terminal dell'Aeroporto Internazionale re Khālid